# Ckaltubo

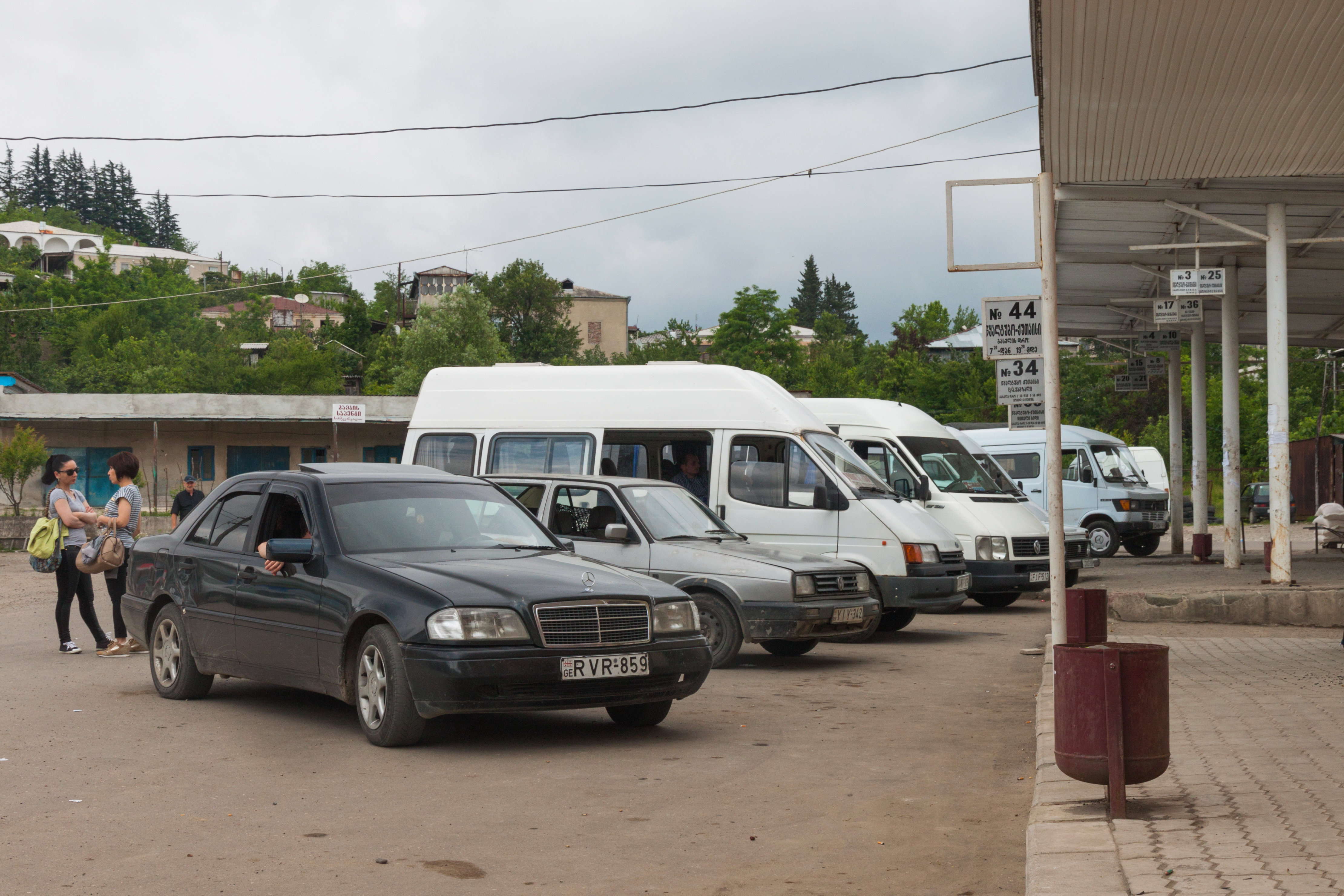
Dworzec autobusowy

Ckaltubo (gruz. წყალტუბო) – miasto uzdrowiskowe w środkowo-zachodniej Gruzji, w Imeretii. Ośrodek przemysłowy.